# Credit valuation adjustment
Credit valuation adjustment (CVA) är en avskrivning på ett finansiellt bolags resultaträkning och motsvarar marknadspriset på den kreditrisk som följer av att motparten i en finansiell transaktion kan drabbas av insolvens. Principerna för CVA-rapportering anges i räkenskapsstandarden IFRS 13, och det finns tillhörande krav på kapitaltäckning enligt Basel III. Eftersom framtida pengaflöden från derivat beror på hur marknaden utvecklas under löptiden, krävs det komplexa statistiska metoder, såsom Monte Carlo-simulering, för att beräkna CVA. 
Kreditrisken som genererar CVA kan minskas genom att clearingen hanteras av en centraliserad tredje part, en Central Clearing Counterparty (CCP), där inbetalningar av en första initial margin och en daglig variation margin ska trygga att en eventuell insolvens av CCP:ns medlemmar inte slår mot övriga medlemmar. För derivataffärer som utförs OTC, och vanligen regleras genom ett standardiserat ISDA Master Agreement, kan kreditrisken och CVA minskas genom att det till avtalet tillfogas ett Credit Support Annex (CSA) som innebär krav på utväxling av kollateral. 
Debit valuation adjustment (DVA) är CVA sett ur motpartens synvinkel, det vill säga marknadspriset på den risk som motparten löper att man själv ställer in betalningarna. DVA är en positiv post i resultaträkningen, till skillnad från CVA, som alltid är en negativ post, vilket innebär att en finansiell aktör redovisar en vinst om DVA stiger.
Eftersom DVA är kopplat till den egna risken för insolvens, innebär det normalt sett att en finansiell aktör vars kreditvärdighet kraftigt försämras kommer att redovisa stora vinster från DVA. Därför kan DVA heller inte användas för att minska kapitaltäckningen som krävs enligt Basel III, vilket skulle strida mot syftet om ökad finansiell stabilitet. Problematiken med DVA återkommer också i svårigheten för banker att minska volatiliteten i DVA-baserad P/L genom hedging. Det uppenbara sättet vore att banken sålde en CDS på sig själv, men ingen skulle vilja köpa den, eftersom banken skulle hamna i konkurs just när den blev skyldig att betala ut ett stort belopp till motparten. Banken skulle också kunna köpa egna obligationer, vilkas värde skulle variera i motsatt riktning mot DVA, men i praktiken skulle det vara alltför kostsamt.

## Matematisk definition
Antag att sannolikheten att en motpart drabbas av insolvens är oberoende av den exponering som innehas gentemot samma motpart. I så fall gäller att den ensidiga CVA ges av
{\displaystyle \mathrm {CVA} (t)=(1-R)\int _{0}^{T}\mathrm {EE} ^{*}(t)~d\mathrm {PD} (0,t)}
där
{\displaystyle \mathrm {EE} ^{*}(t)=\mathbb {E} \left\lbrack {{\frac {B_{0}}{B_{t}}}~E(t)^{+}}\right\rbrack }
och
- {\displaystyle E(t)^{+}} är exponeringen, dvs. det positiva värdet av innehavet, vid tiden t
- T är löptiden
- {\displaystyle \mathbb {E} } är väntevärdet
- R är återbetalningsgraden, dvs. (1-R) är detsamma som förlusten vid insolvens (engelska: Loss Given Default, LGD)
- PD sannolikheten för att motparten ställer in betalningar
- {\displaystyle {B_{t}}} värdet vid tiden t av 1 valutaenhet (exempelvis euro) som investeras idag

Beräkning av CVA görs vanligtvis genom simulering.

### Fotnoter
1. ↑  PricewaterhouseCoopers (december 2015). ”XVA Explained” (på engelska) (pdf). http://www.pwc.com.au/publications/pdf/financial-services-xva-explained-dec15-16.pdf. Läst 22 juni 2016.
2. ↑  EBA (25 februari 2015). ”EBA Report on CVA” (på engelska) (PDF). Arkiverad från originalet den 16 december 2015. https://web.archive.org/web/20151216130900/https://www.eba.europa.eu/documents/10180/950548/EBA+Report+on+CVA.pdf. Läst 27 januari 2016.
3. ↑  Lukas Becker (2016). ”DVA claims fly in cross-currency market” (på engelska). Risk January 2016:  sid. 13.
4. ↑  John Hull (May 3, 2016). ”Valuation Adjustments 1”. fincad.com. https://fincad.com/blog/valuation-adjustments-1.
5. ↑  Shashi Jain, Patrik Karlsson & Drona Kandhai (2019). KVA, Mind your P's and Q's!. Wilmott Magazine, July 2019.
6. ↑  Marcus Hofer & Patrik Karlsson (2018). Accelerating XVA Calibration using Multi-Level Monte Carlo. Wilmott Magazine, July 2018.
7. ↑  Patrik Karlsson, Shashi Jain & Cornelis Oosterlee (2016). Counterparty Credit Exposures for Interest Rate Derivatives using the Stochastic Grid Bundling Method. Applied Mathematical Finance, 23, 2016.
8. ↑  Qian Feng, Shashi Jain, Patrik Karlsson, Drona Kandhai & Cornelis Oosterlee (2016). Efficient computation of exposure profiles on real-world and risk-neutral scenarios for Bermudan swaptions. Journal of Computational Finance, 20 2016.